# کردلر ترانچه
کردلر ترانچه یکی از روستاهای استان آذربایجان شرقی است که در دهستان ورگهان بخش مرکزی شهرستان اهر واقع شده‌است.این روستا دارای آب و هوای معتدل است که در زمستان پوشیده از برف و هوای سرد است.این روستا ۱۶۰ نفر جمعیت دارد.
از معدود روستا هایی است که قسمت جنوبی آن آب و هوای  سرد و معتدل و قسمت شمال روستا گرم و خشک است.
رود کجری از قسمت شمالی روستا جاری می‌شود که اطراف آن را باغات سرسبز انگور،گردو،سیب،توت و... است.
کوه های اصلی آن مرد قَیه،قاباخ تپه،قزل قَیه می باشد.